# Dušan Prašelj
Dušan Prašelj (Sušak, 19. prosinca 1931.  -  4. rujna 2019.), hrvatski dirigent, skladatelj, zborovođa, melograf, kulturni djelatnik

## Životopis
Rođen na Sušaku, gdje je polazio osnovnu i srednju glazbenu školu. Tu je prvi put susreo Ivana Matetića Ronjgova. Taj je susret bitno utjecao na njegov daljnji rad, jer ga je Matetić oduševio za istarsko-primorski glazbeni izraz.
Već sa 17 godina nagrađivan je za uspješno vođenje zborova - kao dirigent vežičkim zborom "Mladost" je osvojio nagrade na omladinskim festivalima 1947., u Zagrebu (otuda bilježi 50. obljetnicu dirigiranja) i 1948. u Beogradu. Srednju glazbenu školu i studij na Teoretsko-folklornom odjelu Glazbene akademije u Zagrebu završio je 1960. godine.  Bio je posljednji živući učenik velikog melografa i skladatelja Ivana Matetića Ronjgova. Istodobno je u Zagrebu vodio poznati zagrebački Akademski zbor "Ivan Goran Kovačić" te Zbor Društva Istrana i Primoraca. Od 1960. do 1964. godine službuje kao profesor na riječkoj muzičkoj školi, a od 1964. – 1969. u Beču studira i diplomira dirigiranje (klasa prof. H. Swarovskog na Glazbenoj akademiji Hochschule für Musik und Darstellende Kunst.
U Beču je kao dirigent vodio Bečke madrigaliste i sudjeluje kao zborni pjevač i asistent u velikom zboru Musikvereine, kojim su dirigirali i dirigiraju poznati svjetski dirigenti: Bohn, Karajan, Richter i drugi. Po povratku u domovinu djeluje kao korepetitor Zagrebačkih solista i s njima odlazi na europske turneje. 
Od 1970. – 79. godine je bio dirigent i direktor Hrvatskog narodnog kazališta Ivana pl. Zajca u Rijeci, gdje inicira poznate revije mjuzikla. 
Od 1977. godine tajnik je Kulturno-prosvjetnog društva "Ivan Matetić Ronjgov" u Ronjgima, a upravitelj je od prerastanja Društva u istoimenu ustanovu. Kao upravitelj Ustanove "Ivan Matetić Ronjgov", čiji je osnivač i djelatnik, osmislio je niz aktivnosti i manifestacija: "Proljeće u Ronjgima", "Mantinjada pul Ronjgi", "Matetićevi dani", "Kanat pul Ronjgi", "Večeri pul Matetićeva ognjišća", "Pogovori", "Aktiv dirigenata", čakavske tribine, smotre pjevačkih zborova i razne znanstvene skupove. Funkciju upravitelja napušta 2007. godine.
Više od dva desetljeća vodio je jedan od najuspješnijih hrvatskih zborova "Jeku Primorja" i postiže uspjehe na europskom nivou (na festivalu u Engleskoj druga nagrada, na festivalu francuske glazbe u mega projektu Berliozova Requiema s Moskovskom filharmonijom, itd.);
Skladatelj je stotinjak zborskih skladbi od kojih je dio objavljen u zbirci "Baklje na Učki". Među skladbama ističu se i dva glazbena recitala "Trsatski spomen" i "Bašćanska ploča", te "Naš domaći glas", "Staroslavenska misa" i "Misa ritmica latina". 
Kao učenik I. M. Ronjgova posebno gaji pučki, melos Istre i Hrvatskog primorja, što ima odraza u njegovim skladbama. Kao zborovođa u više je navrata nagrađivan na Festivalu zborova Hrvatske (Zadar), natjecanju. "S. Mokranjac"; a primio je veći broj nagrada u Europi (Velika Britanija, Španjolska, Francuska, Italija). Dobitnik je dvije Nagrade Grada Rijeke, Nagrade za životno djelo i plakete "Marulić" Čakavskog sabora.
Utemeljitelj je i dirigent Riječkog oratorijskog zbora "Ivan Matetić Ronjgov" (koji je bio jedna od sekcija Ustanove "Ivan Matetić Ronjgov") s kojim broji zapažene nastupe u zemlji i inozemstvu.
Zadnje aktualno djelo je Messa Ritmica Latina za mješoviti zbor, soliste i orkestar, u pet stavaka. Posljednja tri su napisana 2007. godine. Cijela misa doživljava praizvedbu 23. prosinca 2007. u Rijeci na Trsatu.
2008. godine dobiva županijsku Nagradu za životno djelo.

2010. godine proslavlja jubilarnim koncertom 20-tu godišnjicu rada s Riječkim oratorijskim zborom.
Dušan Prašelj umro je 4. rujna 2019. godine.

## Djela
- Mala Pasija (za bas solo, mješoviti zbor, orgulje, klavir i bongose) 2011.
- Misa ritmica latina
- Bašćanska ploča
- Staroslavenska misa
- Trsatski spomen (glazbeni recital za mješoviti zbor i orkestar)
- Naš domaći glas (Kantata za sole, recitatora, mješoviti zbor i klavir)
- Baklje na Učki (zbirka skladbi)
- Primorsko-goranska županija (svečana pjesma)
- Pipa (Andrej Baša i Dušan Prašelj; na tekst Drage Gervaisa)
- Lipa mladost moja (na tekst Mate Balote)
- Briškula i Trešeta (na tekst Drage Gervaisa)
- Kety (iz Čakavske suite, na tekst Zorana Kompanjeta)
- Matetićev dom va Ronjgeh
- Kad besede fale (na tekst Zorana Kompanjeta)

## Nagrade
- Plaketa 'Marulić' Čakavskoga sabora[1]
- Županijska nagrada za životno djelo[1]
- Trostruki dobitnik nagrade Grada Rijeke, godišnjih nagrada za dirigentsko djelovanje i za uređivanje zbirke narodnih napjeva 'Zaspal Pave'.[1]

## Poveznice
- Hrvatski skladatelji klasične i folklorne glazbe

## Vanjske poveznice
- Hrvatsko narodno kazalište Ivana pl. Zajca u Rijeci